# 蒙特阿古多 (玻利維亞)
19°48′17″S 63°57′22″W / 19.80472°S 63.95611°W

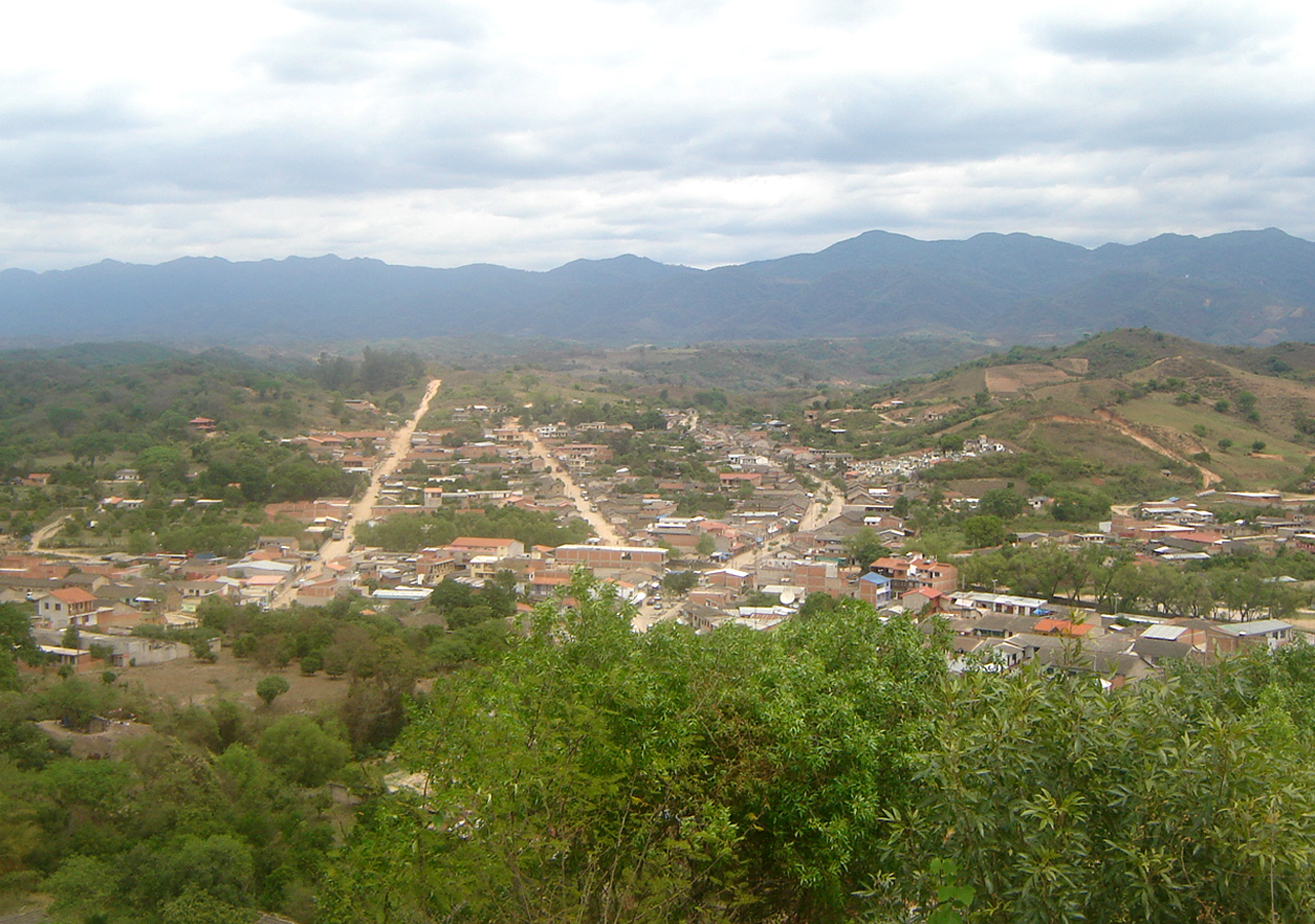

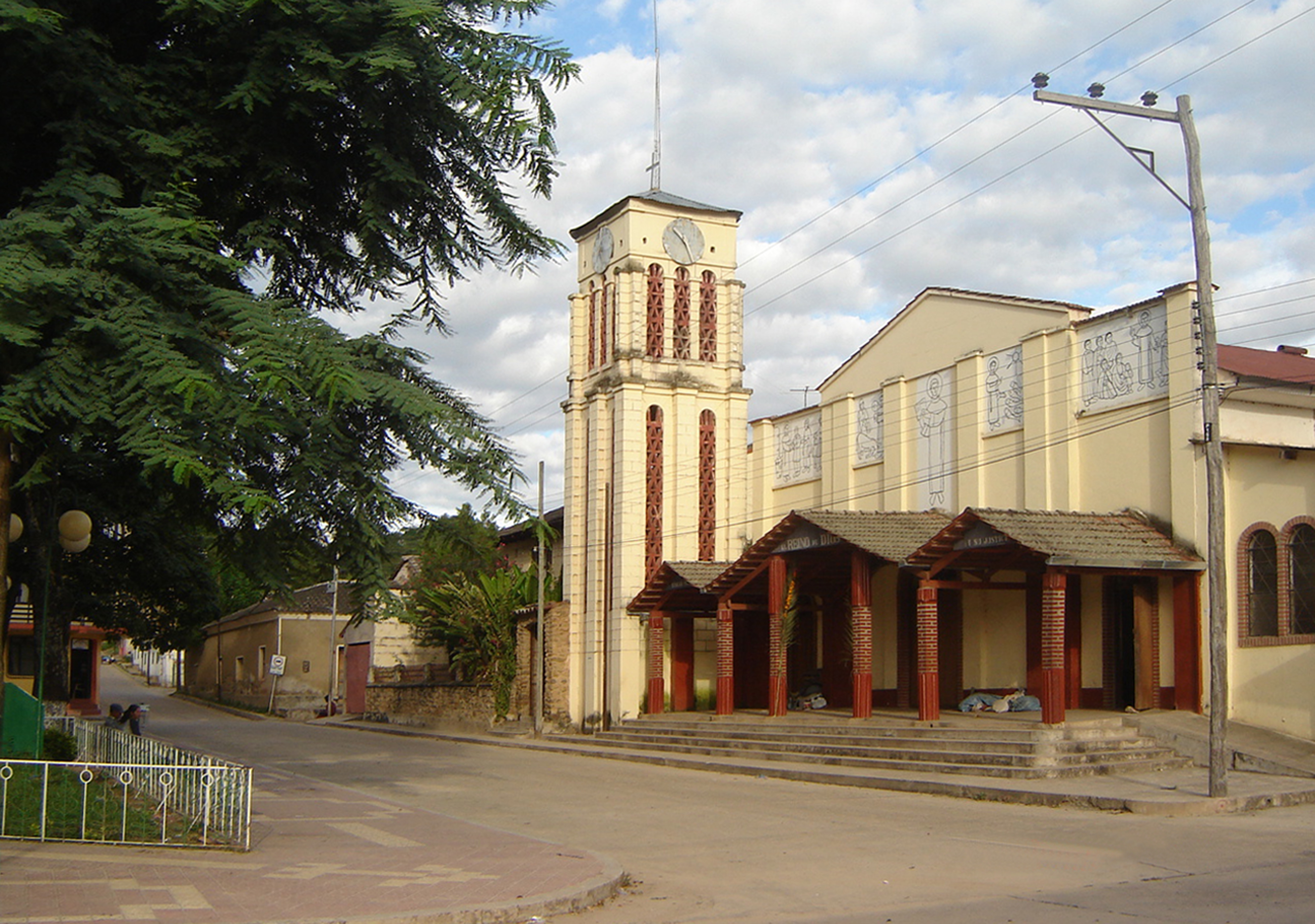

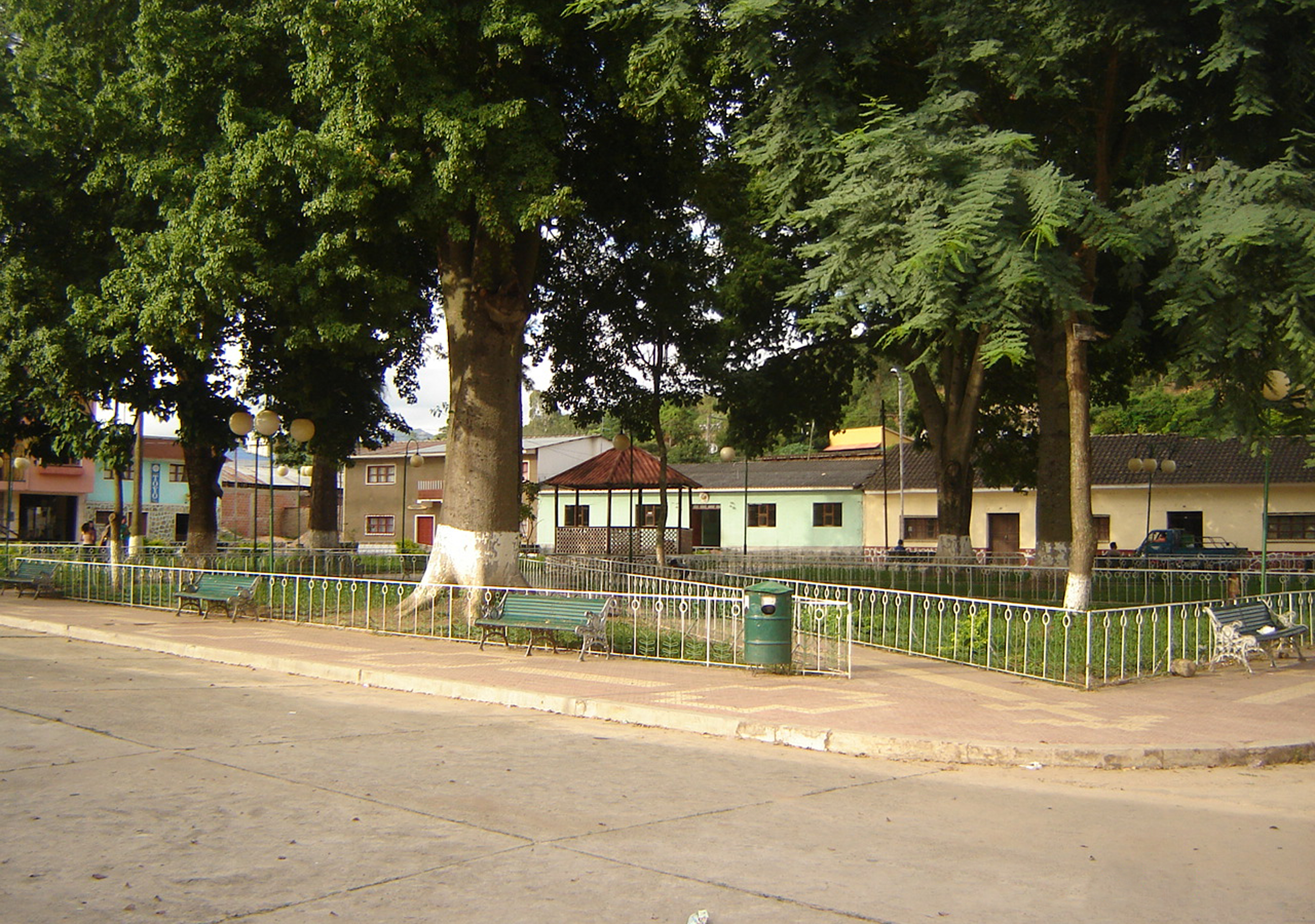

蒙特阿古多是玻利維亞的城鎮，位於該國南部，由丘基薩卡省負責管轄，距離聖克魯斯255公里，面積3,367平方公里，海拔高度1,144米，2008年人口7,500。

## 外部連結
- Detailed province map